# ریچارد فیربنک
ریچارد فیربنک (به انگلیسی: Richard Fairbank) (زاده ۱۹۵۱) کارآفرین، سرمایه‌دار، بانکدار و مدیر اجرایی آمریکایی است، که در حال حاضر به‌عنوان مدیرعامل و رییس هیئت مدیره بانک کپیتال وان فعالیت می‌کند. فیربنک دانش‌آموخته دانشگاه استنفورد است. وی بانک کپیتال وان را در سال ۱۹۸۸ با مشارکت نایجل موریس تاسیس نمود. او هم‌اکنون از اعضای هیئت مدیره شرکت خدمات مالی مسترکارت نیز می‌باشد.